# Anabittacus
Anabittacus es un género de insectos mecópteros de la familia Bittacidae. El género es monotípico y endémico de Chile, conteniendo únicamente a la especie Anabittacus iridipennis.